# Hartemita basilaris
Hartemita basilaris är en stekelart som beskrevs av Paul C. Dangerfield och Austin 1990. Hartemita basilaris ingår i släktet Hartemita och familjen bracksteklar. Inga underarter finns listade i Catalogue of Life.